# Mary Richmond
Mary Ellen Richmond, née le 5 août 1861 à Belleville dans l'État de l'Illinois et morte le 12 septembre 1928 à New York, est une réformatrice sociale américaine, une des figures fondatrices du métier d'assistante sociale et de la professionnalisation de l'action sociale aux États-Unis avec Edith Abbott.

## Biographie

### Jeunesse et Formation
Mary Ellen Richmond est la fille de Henry Richmond, un charron qui fabriquait des affûts de canon pendant la Guerre de Sécession et de  Lavinia Harris Richmond. Après la guerre de Sécession, la famille s'installe à Baltimore dans l'État du Maryland. Mary est la seule de leurs quatre enfants à survivre aux maladies infantiles de l'époque. Sa mère Lavinia Harris Richmond décède en 1865 des suites de la tuberculose, elle est confiée à sa grand mère maternelle Mehitabel Harris. Son père se remarie, Mary aura peu de relations avec sa belle-mère et ses deux demi-frères, il meurt alors qu'elle a 7 ans. Orpheline, elle a peu de relations avec des personnalités masculines à part les locataires excentriques qui habitent dans la pension de famille où vit sa grand-mère et deux oncles qui vivent à proximité,,,.
Très tôt, Mary Ellen Richmond est exposée à des discussions quant au droit de vote des femmes, le racisme et le spiritisme. Très jeune, elle lit tout ce qui lui passe sous la main, notamment Charles Dickens et autres auteurs classiques. Après avoir reçu  un enseignement primaire par sa grand mère, à ses 11 ans, elle est acceptée à la Eastern Female High School (en) de Baltimore, un établissement d'enseignement secondaire prestigieux connu pour sa rigueur intellectuelle ; elle en sort diplômée en 1878, à ses 16 ans, elle est la plus jeune de sa promotion,,,.

### Carrière

#### Premiers pas
Une fois diplômée, Mary Richmond et sa grand-mère s'établissent à New York. Grâce à une de ses tantes qui travaille comme correctrice d'épreuve dans une maison d'édition, celle-ci la recrute comme employé administratif. Quand elle a le temps, elle se rend à la Cooper Union, pour y écouter des conférences, ou se rend à la Plymouth Church (Brooklyn) (en), pour suivre les sermons de Henry Ward Beecher. Au bout de deux années, minées par la malaria, elle et sa grand-mère retournent à Baltimore, où elle obtient un emploi de comptable. À côté de son activité professionnelle, Mary Richmond rejoint l'Église unitarienne et participe aux activités sociales de celle-ci et y tient des conférences sur la littérature de Shakespeare,,.

#### La découverte de l'action sociale

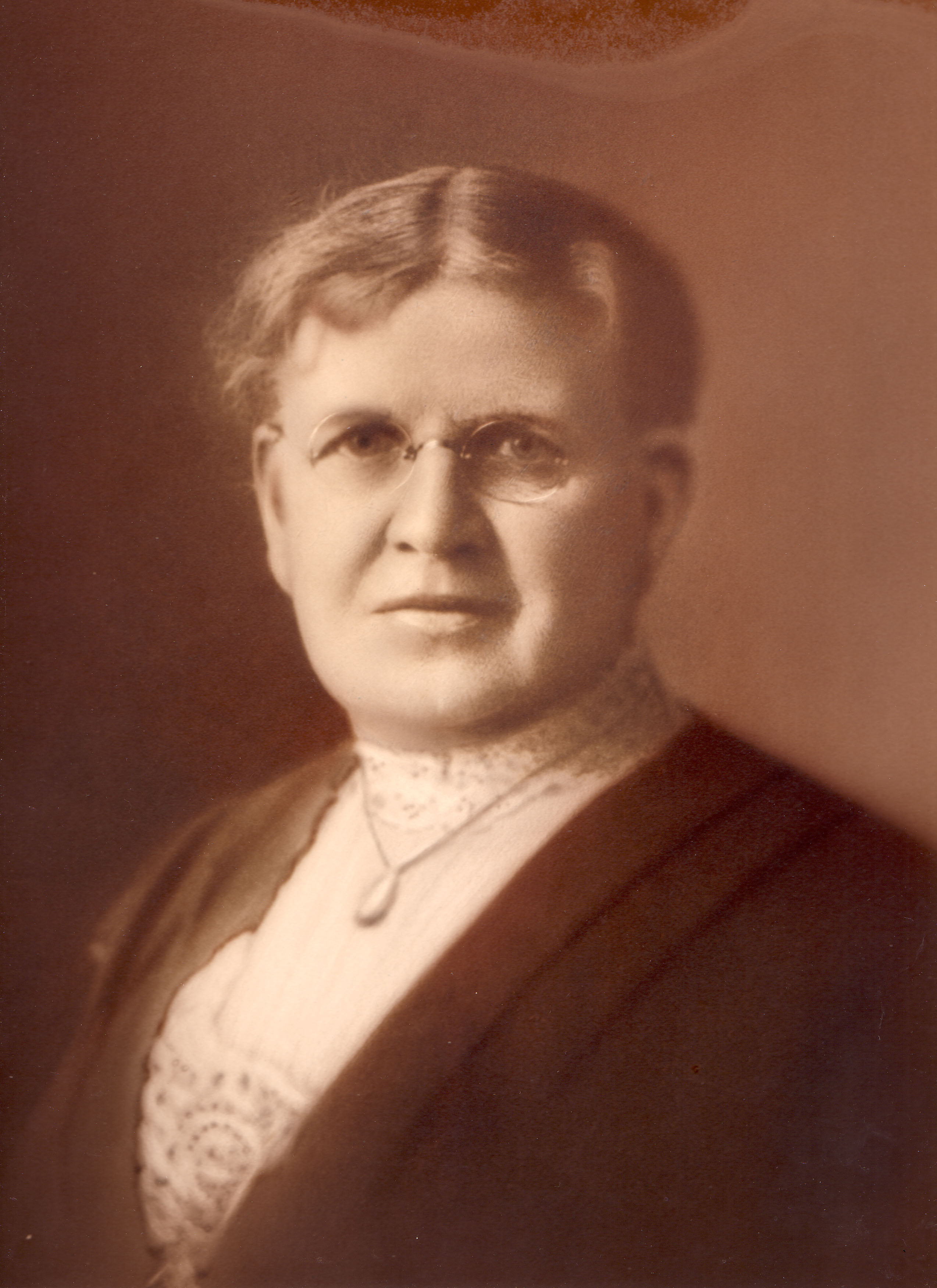
Zilpha Drew Smith

C'est par hasard que Mary Richmond découvre l'action sociale. À suite  de la crise de 1878 qui génère la dépression de 1882, les actions les actions caritatives et de bienfaisance se multiplient et s’organisent. En 1889, Mary Richmond répond à une annonce de la Charity Organization Society (COS), de Baltimore qui cherche une trésorière adjointe. Malgré son jeune âge, elle est embauchée. Pour mieux comprendre la spécificité de la COS de Baltimore, elle va étudier sur le terrain ses activités et se rend à l'Associated Charities of Boston (« L'Association des organismes de bienfaisance de Boston ») ou ACB, sa directrice Zilpha Drew Smith lui fournit les livres nécessaires qui lui permettent de comprendre les missions et buts de l'organisation ; Zilpha D. Smith devient son amie et sa mentor. Son nouvel emploi l'amène à rencontrer les fondateurs et dirigeants de la COS comme Daniel Coit Gilman, le président de l'université Johns-Hopkins, le philanthrope Charles Joseph Bonaparte, et bien d'autres,,.

#### La secrétaire générale de la COS de Baltimore
Ce voisinage place Mary Richmond  au cœur des enjeux et des problématiques de l'action sociale, dont elle approfondit la compréhension par des lectures. Ses capacités de travail remarquable sont telles qu'en 1891, elle est nommée secrétaire générale de la COS de Baltimore, faisant d'elle la première femme à occuper cette fonction de direction,,.
Mary Richmond remarque que bien des intervenants de la COS pensent que les pauvres ne peuvent agir que sous la contrainte, elle propose une alternative, la connaissance de l'environnement social comme préalable à toute action de réhabilitation sociale. Pour cela, il est nécessaire de mettre au point une méthode d'enquête qui assemble de façon pertinente les différentes données, et qui puisse mesurer les effets des diverses interventions. Corrélativement, il lui apparaît nécessaire de professionnaliser et salarier des intervenants qui puisse encadrer les bénévoles. Aussi dès 1897, Mary Richmond plaide pour la création d'une école de travailleurs sociaux. En 1898, la COS de New York inaugure les premiers programmes de formations lors d'une session d'été, Mary Richmond y donne des cours l'année suivante. Elle utilise le terme de case work (« étude de cas ») pour créer le métier de case worker (« gestionnaire de cas ») que l'on traduit maintenant par « assistant social », cela pour souligner la professionnalisation du travailleur social qui suit une méthode qui analyse le cas d'une personne, sa situation sociale, méthode qu'elle expose dans un petite livret Friendly Visiting édité en 1899 et qui est repris et développé dans Friendly Visiting Among the Poor édité en 1903,,,.

#### La Society for Organizing Charity de Philadelphie
En 1900, la Society for Organizing Charity ou SOC de Philadelphie fait appel à  Mary Richmond pour qu'elle soit la nouvelle secrétaire générale, proposition qu'elle accepte. L'état de la SOC est moribonde, cela est dû notamment à une multiplicité des organisations de bienfaisance qui agissent sans coordination qui font la course pour obtenir des subventions auprès des autorités. Mary Richmond va relever la SOC en faisant une analyse des besoins de la ville et des réponses à fournir en termes de services d'action sociale. Elle expose ses réflexions dans son livre The Good Neighbor in the Modern City édité en 1907,,.
Mary Richmond se concentre sur l'affinement de la méthodologie d'analyse des cas / situations sociales pour comment soulager les familles démunies de façon pertinente et proposer que l'Assemblée générale de Pennsylvanie vote des lois qui viennent soutenir les interventions faites auprès des cas particuliers. Elle souligne la primauté du travail individualisé, des rencontres de face à face dans le métier de travailleur social. Elle se bat également pour que l'Assemblée générale de Pennsylvanie mette fin au travail des enfants et mette en place l'éducation obligatoire. Elle milite également pour que les classes démunies ne paient plus  d'impôts, cela ne fait que fragiliser les solidarités et les responsabilités intrafamiliales, pour l'instauration d'un revenu pour les personnes sans emploi. Elle répète inlassablement que l'amélioration du bien être des masses doit tenir compte du rôle majeur du traitement des personnes et des familles par l'action sociale. Ses positions sur l'instauration de services publics sont critiquées par les tenants de l'action privée,,.
Mary Richmond  accède à une renommée nationale grâce à ses conférences, articles et livres pour professionnaliser l'action sociale, professionnalisation basée sur une connaissance scientifique et des méthodes éprouvées. Pour asseoir la promotion d'une nouvelle société auprès des différentes instances américaines concernées, de 1905 à 1909, elle entre à la commission éditoriale de l'hebdomadaire Charities and the Commons,.

#### La Russell Sage Foundation

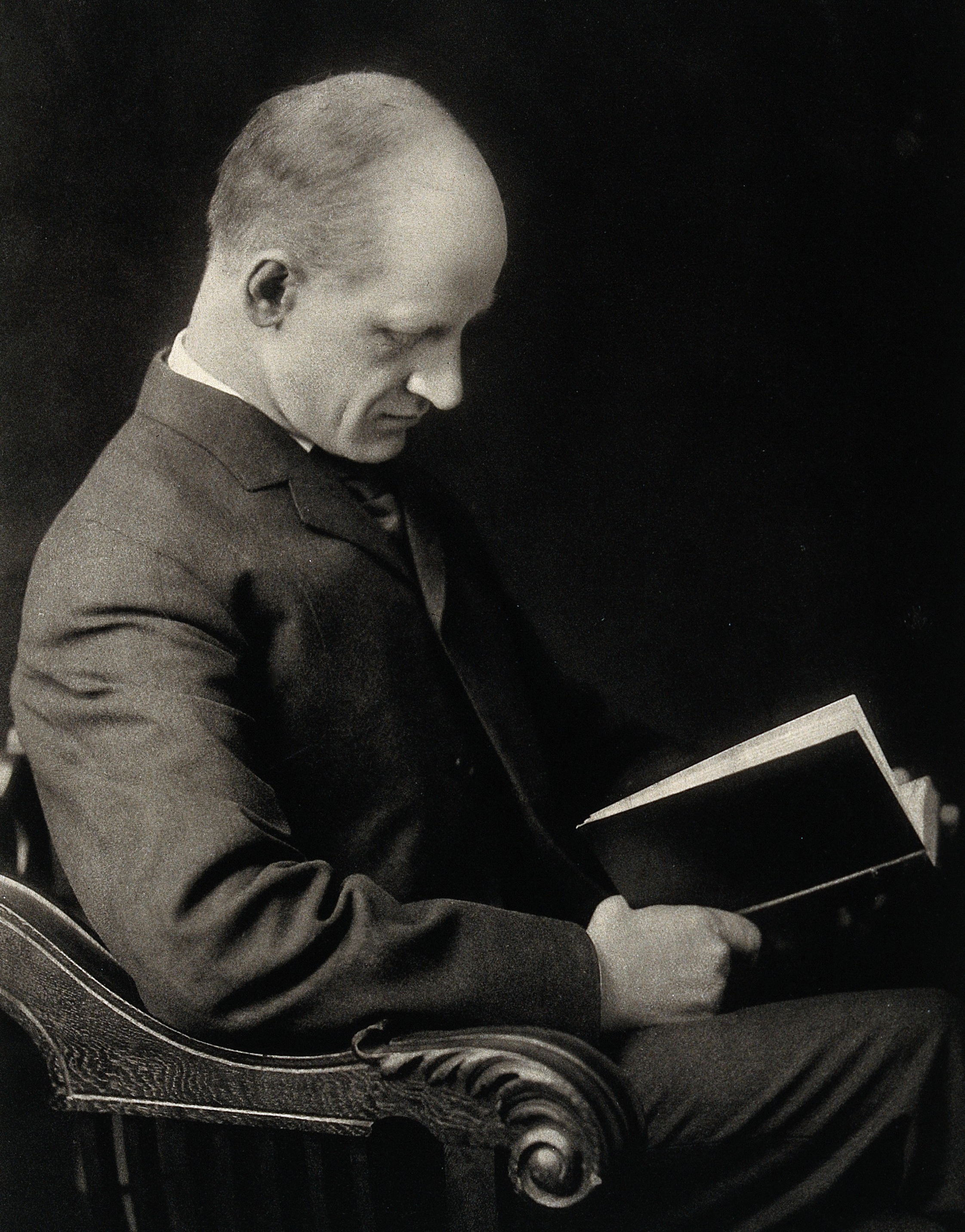
Richard Clarke Cabot

En 1909, John Glenn, le directeur de la Russell Sage Foundation crée en 1907, fait appel à Mary Richmond pour qu'elle en soit la secrétaire générale et la directrice du Charity Organization Department (« Département de l'organisation de l'action sociale »), poste qu'elle garde jusqu'à son décès. Dans un premier temps elle affine les procédures d'enquête qui deviennent des standards pour les 57 agences de la Russell Sage Foundation. C'est en exploitant les différents rapports qui lui reviennent du terrain qu'elle publie deux de ses œuvres majeures Social Diagnosis en 1917 et What Is Social Case Works en 1922. Social Diagnosis est complément méthodologique à la médecine sociale, fondée aux États-Unis  par Richard Clarke Cabot (en), de Harvard, en proposant des méthodes d'analyse de cas des personnes en situation hospitalière, carcérales, en plus des situations classiques de pauvreté sociale relevant d'une quelconque organisation de bienfaisance. Dans What Is Social Case Works elle répète le lien nécessaire entre les données d’enquêtes sociales et les lois de réformes sociales,,,,.

##### La Grande Guerre des Nations
Pendant la Première Guerre mondiale, d'une part, Mary Richmond lance des appels aux volontariats pour servir au sein des services de la Croix Rouge, et d'autre part, elle plaide la cause des veuves de guerre, pour qu'elles puissent bénéficier de pensions. Elle participe également à la rédaction d'un manuel de la Croix Rouge en direction des familles,.

##### Les polémiques

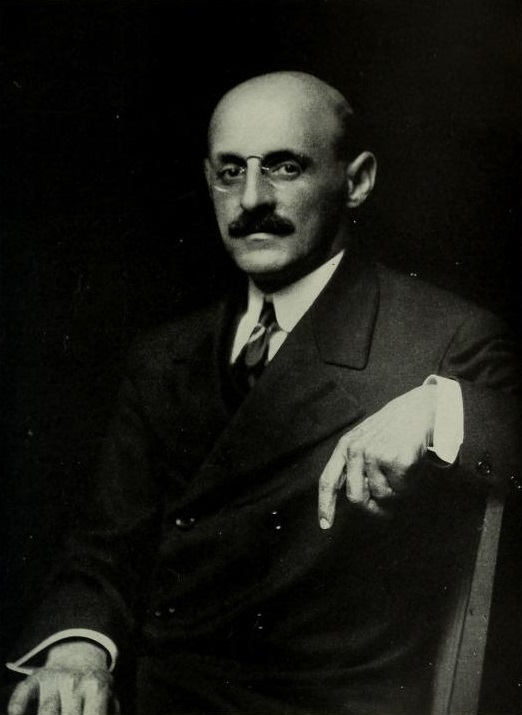
Abraham Flexner

Au lendemain de la guerre, Mary Richmond est victime de son autorité que certains jalousent, doit faire face aux critiques de l'universitaire Abraham Flexner qui dès 1915, lors d'une conférence donnée à la  National Conference Of Charities And Correction (« Conférence nationale des organismes de bienfaisance et de la réhabilitation pénitentiaire ») met en doute la légitimité du travailleur social, selon lui le travail social manque de fondements scientifiques pour être considéré comme pouvant faire l'objet une profession, ce n'est pas parce que les travailleurs sociaux utilisent une méthode scientifique que leur profession s'appuie sur une théorie scientifique. Ce à quoi, Mary Richmond fait valoir le côté éthique, singulier de la pratique du travailleur social, que si la méthode est scientifique, les cas abordés sont toujours particuliers et que par ailleurs, les diagnostics apportés permettent de faire voter des lois répondant aux constantes des situations traitées,,,.
Les débats ouverts par Abraham Flexer et d'autres sur la légitimité du travail social, des cursus de formation des travailleurs sociaux, vont amenuiser l'aura de Mary Richmond, si bien qu'elle sera écartée du poste de présidente de la National Conference of Social Work (« Conférence nationale du travail social ») lors des élections de 1922.

### Vie privée
Mary Richmond décède des suites d'un cancer le 12 septembre 1928, elle est inhumée au Loudon Park Cemetery (en) de Baltimore.

## Œuvres
Note : quand les œuvres sont suivies d'un numéro ISBN, cela signifie qu'elles ont fait l'objet de rééditions récentes souvent sous forme de fac-similé de l'édition originale.
- Friendly Visiting, Boston, American Unitarian Association, 1899, 20 p. (lire en ligne),
- Friendly Visiting Among the Poor, New York & Londres, Macmillan, 1903, 248 p. (ISBN 9781409974673, lire en ligne)
- The Good Neighbor in the Modern City, Philadelphie, Lippincott, 1907, 170 p. (ISBN 9780469413320, lire en ligne),
- Social Diagnosis, New York, Russell Sage Foundation, 1917, 524 p. (ISBN 9781440085574, lire en ligne),
- What Is Social Case Work?: An Introductory Description, New York, Russell Sage Foundation, 1922, 280 p. (ISBN 9780343672645, lire en ligne),
- Marriage and the State, New York, Russell Sage Foundation, 1929, 404 p. (OCLC 31577921, lire en ligne),
- A Study of Nine Hundred and Eighty-Five Widows Known to Certain Charity Organization Societies in 1910, New York, Arno Press (réimpr. 1974) (1re éd. inconnue), 104 p. (ISBN 9780405061196, lire en ligne),

## Archives
Les archives de Mary Richmond sont déposées et consultables auprès de la bibliothèque de l'Université Columbia de New York.

## Prix et distinctions
En 1921, le Smith College lui décerne le diplôme de masters à titre honorifique, comme reconnaissance de son travail pour avoir« établi les bases scientifiques d'une nouvelle profession »,.

## Pour approfondir

#### Notices dans des encyclopédies et manuels de références
- (en-US) Encyclopedia of Social Work, volume 11, New York, National Association of Social Workers, 1965, 1645 p. (OCLC 500505905, lire en ligne), p. 1135-1136,
- (en-US) Paul Wilson Boyer, Notable American Women: A Biographical Dictionary, Volume III: 1607-1950, P-Z, Cambridge, Massachusetts, Belknap Press, 1er janvier 1971, 729 p. (ISBN 9780674288379, lire en ligne), p. 152-154. ,
- (en-US) Anne Commire & Deborah Kletzmer (dir.), Women in World History, Volume 13: R-Schr, Waterford, Connecticut, Yorkin Publications / Gale Cengage, 1999, 919 p. (ISBN 9780787664367, lire en ligne), p. 286-289. ,
- (en-US) Mark C. Carnes (dir.), American National Biography, vol. 18:  Putnam - Roush, Oxford University Press, USA, 21 janvier 1999 (ISBN 9780195127973, lire en ligne ). ,

#### Articles

##### Anglophones
Les articles de JSTOR, sont librement accessibles à la lecture en ligne jusqu'à la concurrence de 99 articles par mois.
- (en-US) Mary E. Hurlbutt, « The Rise of Social Work », The Annals of the American Academy of Political and Social Science Vol. 176,‎ novembre 1934, p. 1-13 (13 pages) (lire en ligne ),
- (en-US) Muriel W. Pumphrey, « The "First Step"-Mary Richmond's Earliest Professional Reading, 1889-91 », Social Service Review, Vol. 31, No. 2,‎ juin 1957, p. 144-163 (20 pages) (lire en ligne ),
- (en-US) Donna L. Franklin, « Mary Richmond and Jane Addams: From Moral Certainty to Rational Inquiry in Social Work Practice », Social Service Review, Vol. 60, No. 4,‎ juin 1986, p. 504-525 (22 pages) (lire en ligne ),
- (en-US) Allison D. Murdach, « Mary Richmond and the Image of Social Work », Social Work, Vol. 56, No. 1,‎ janvier 2011, p. 92-94 (3 pages) (lire en ligne  [PDF]),

##### Francophones
- (fr) Josefa Fombuena Valero, « Vingt-cinq ans de travail social : l'anniversaire comme rite de passage », Pensée plurielle, N°22,‎ 2009, p. 123-132 (9 pages) (lire en ligne )
- (fr) Lilian Gravière, « L'empirisme démocratique de Mary E. Richmond », Vie sociale N°4,‎ 2013, p. 99-113 (pages 14) (lire en ligne ),